# Josef Gall
Josef Gall (* 21. September 1820 in Laa an der Thaya; † 9. Mai 1898 in Wien) war ein österreichischer Journalist.

## Leben
Neben seiner Tätigkeit als Beamter („Staatshauptkassier“) schrieb er ab 1852 als politischer Journalist für mehrere Tageszeitungen. Er gründete 1861 die Korrespondenz Gall und 1875 das Wiener Communalblatt; aus diesen Medien ging 1900 die Rathauskorrespondenz hervor, die seit 1922 der amtliche Nachrichtendienst der Wiener Stadtverwaltung ist.
Nach ihm wurde 1908 die Josef-Gall-Gasse im Pratercottage im 2. Wiener Gemeindebezirk, Leopoldstadt, benannt.